# 휘파람 언어

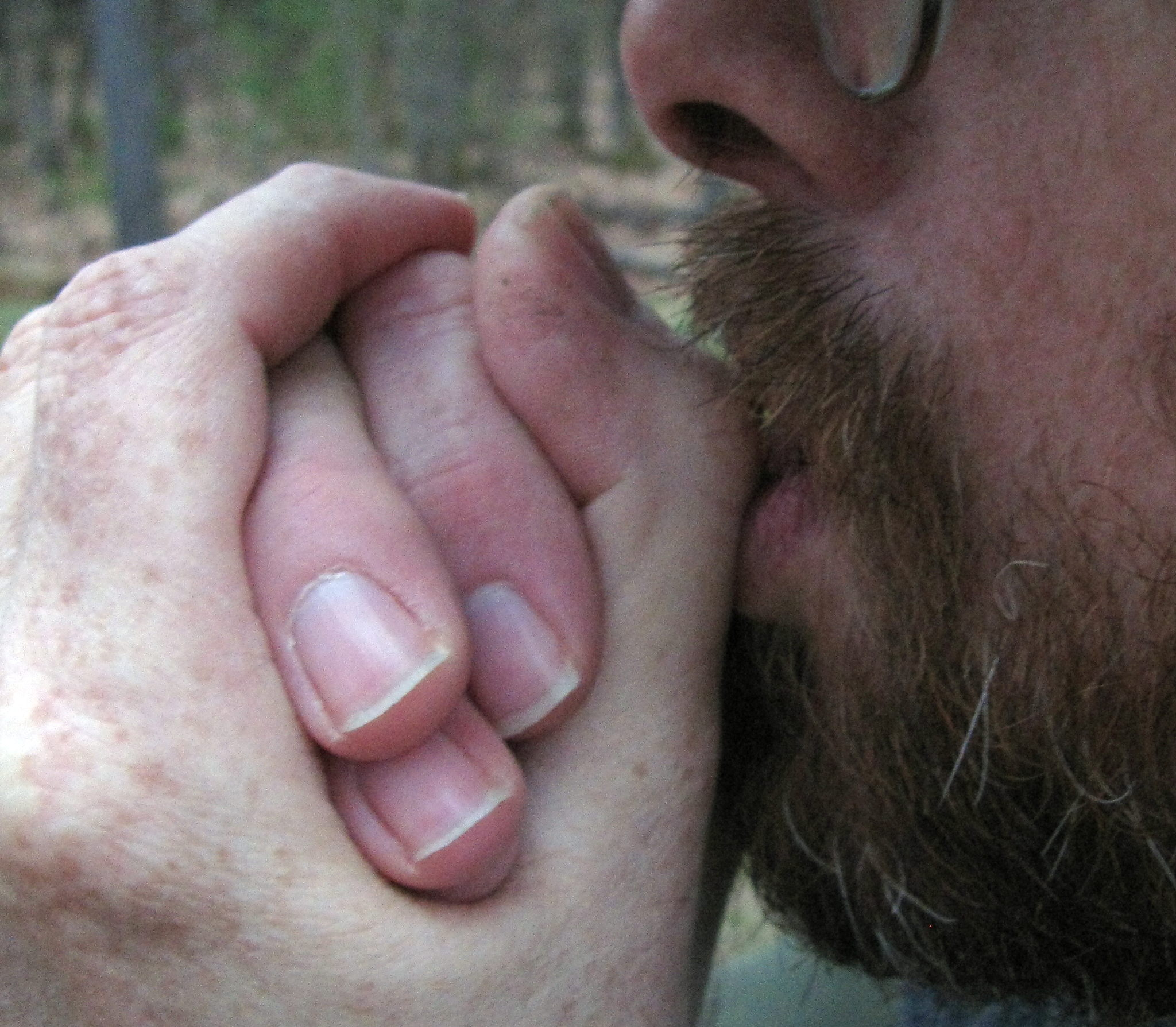
휘파람을 불며 말할 수 있는 사람들은 손이나 손가락을 사용하여 생성된 소리를 수정한다.

휘파람 언어(Whistled language)는 휘파람을 사용하여 음성을 모방하고 개인 간의 의사 소통을 촉진하는 언어 시스템이다. 80개가 넘는 언어가 다양한 정도의 휘파람을 사용하는 것으로 밝혀졌으며, 대부분은 험난한 지형이나 울창한 숲에서 휘파람을 불면 의사소통 영역이 확장되고 메시지를 전달하기 위한 움직임이 어려운 곳이다. 현대화의 증가와 도로의 속도 향상으로 인해 이러한 관행은 일반적으로 위협을 받고 있지만 성공적인 보존 노력이 기록되어 있다.

## 같이 보기
- 솔레솔
- 치찰음